# ۲۴ اسفند
۲۴ اسفند سیصد و شصتمین روز سال در گاه‌شماری خورشیدی است. به پایان سال ۵ روز (۶ روز در سال کبیسه) باقی‌است.

## رویدادها
- پایان سرایش شاهنامه[نیازمند منبع] (نادرست است، صفحه بحث را ببینید)
- ۱۳۲۹ - تصویب قانون ملی‌شدن صنعت نفت
- ۱۳۵۸ - آغاز مرحله اول انتخابات دوره نخست مجلس شورای اسلامی[۱]
- ۱۳۶۳ - بمب‌گذاری نمازجمعه تهران ۱۳۶۳
- ۱۳۶۶ - آغاز عملیات والفجر ۱۰
- ۱۳۸۹ - شورش ۱۳۸۹ زندان قزل‌حصار
- ۱۳۸۹ - تظاهرات ۲۴ اسفند ۱۳۸۹ جنبش سبز
- ۱۳۹۰ - سؤال نمایندگان مجلس از محمود احمدی‌نژاد

## زادروزها
- ۱۲۵۶ - رضاشاه، شاه ایران و بنیان‌گذار دودمان پهلوی
- ۱۲۹۷ - غلامحسین بیگدلی، استاد، ادیب، شاعر، خوشنویس و پژوهشگر
- ۱۳۱۳ - غلامحسین صدری‌افشار، نویسنده، فرهنگ‌نویس، مترجم و پژوهشگر
- ۱۳۱۹ - اسفندیار منفردزاده، آهنگساز
- ۱۳۳۷ - هدی صابر، پژوهشگر، روزنامه‌نگار و فعّال ملی-مذهبی
- ۱۳۳۷ - فیروز کریمی، فوتبالیست و مربی

## درگذشتگان
- ۱۳۳۲ - امیرمختار کریم‌پور شیرازی، شاعر، روزنامه‌نگار و فعال سیاسی
- ۱۳۷۰ - حسین امیرفضلی، بازیگر، کارگردان، نویسنده و تهیه‌کننده
- ۱۳۸۴ - علی تجویدی، نوازنده ویولن و موسیقیدان
- ۱۳۸۹ – محمود ماهرالنقش، معمار و کاشی کار
- ۱۴۰۱ - شیرزاد احمدی‌نژاد، یکی از کشته‌شدگان خیزش ۱۴۰۱ ایران